# Conostegia chiriquensis
Conostegia chiriquensis är en tvåhjärtbladig växtart som beskrevs av Henry Allan Gleason. Conostegia chiriquensis ingår i släktet Conostegia och familjen Melastomataceae. IUCN kategoriserar arten globalt som sårbar.
Artens utbredningsområde är Panamá. Inga underarter finns listade i Catalogue of Life.